# بيل واتسون
بيل واتسون (بالإنجليزية: Bill Watson)‏ (16 مارس 1899 في المملكة المتحدة - 1 يناير 1969) هو لاعب كرة قدم بريطاني (وحمل سابقاً جنسية المملكة المتحدة لبريطانيا العظمى وأيرلندا) في مركز الهجوم. لعب مع نادي روتشديل ونادي كارلايل يونايتد ونادي بليث سبارتانز ونادي أشينغتون ‏ وأكرينجتون ستانلي ‏.